# Kickxia
Kickxia és un gènere de plantes amb flor de la família de les plantaginàcies, encara que tradicionalment havia estat classificada dins de les escrofulariàcies.
Aquest gènere de plantes fou anomenat pel botànic belga Barthélemy Charles Joseph Du Mortier en honor del seu compatriota Jean Kickx (1775-1831). Algunes espècies, com K. elatine i K. spuria, han estat introduïdes en altres països i poden ser considerades com a espècies invasores.

## Taxonomia
N'hi ha entre 25 a 50 espècies. Cal mencionar aquestes cinc que estan citades a la península Ibèrica i als Països Catalans i que són totes elles males herbes anuals  de camps de cereals i rostolls:
- Kickxia cirrhosa - herba llucera, llinària cirrosa
- Kickxia commutata
- Kickxia elatine - herba borrosa, llinària
- Kickxia lanigera - escampadora, llinària llanuda
- Kickxia spuria - aixadetes, sabatetes de rostoll, arenària, llinària borda

A la Flora dels Països Catalans aquestes espècies estan incloses dins del gènere proper Linaria